# Soprillo
Een soprillo of piccolosaxofoon is een door Benedikt Eppelsheim ontworpen octaaf-sopraansaxofoon. De soprillo is de kleinste saxofoon in de wereld met een grootte van 30 cm. Hij klinkt nog een octaaf hoger dan de sopraansaxofoon en is gestemd in Bes (Si-b). De Engelse saxofonist Nigel Wood is de eerste soprillo-speler in het Verenigd Koninkrijk. In Nederland heeft Het Saxofoonorkest o.l.v. Karl Veen uit Drachten een soprillo. Sibbele Wijnia bespeelt dit instrument (tevens sopraansax) Hij heeft de Soprillo gekocht. Tevens heeft Het Saxofoonorkest ook een Tubax, een subcontrabassaxofoon van dezelfde Duitse makers.
Omdat het instrument zo klein is, is het moeilijk te bespelen. Omdat een goede embouchure nodig is, is het voor professionele saxofonisten nodig om maanden op het instrument te oefenen, voordat de hoogste noten goed gespeeld kunnen worden.

## Bereik
De soprillo heeft een bereik van de lage Bes, zoals de meeste saxofoons, tot een hoge Es, waar de meeste saxofoons tot een hoge Fis reiken. De noten vanaf de hoge G hebben echter een andere vingerzetting dan gewone saxofoons. Door de kleine afmetingen zit de aansturing van de octaafklep tegen het mondstuk.